# Ghana Television
Ghana Television est la chaîne de télévision généraliste publique ghanéenne.

## Histoire de la chaîne
Le 6 novembre 1959, le gouvernement ghanéen approuve un rapport recommandant la création d'une chaîne de télévision. Un traité d'assistance technique est alors signé en 1961 avec le Canada afin de fournir à la Ghana Broadcasting Corporation les moyens techniques et les formations nécessaires du personnel pour lancer cette chaîne. Une école de formation aux métiers de la télévision est installée en 1963 à Broadcasting House sous le contrôle de deux membres de la Canadian Broadcasting Corporation, Frank D. Goodship, producteur, et Wes Harvision, ingénieur. 
Ghana Television est inaugurée le 31 juillet 1965 par le président de la République, le docteur Osagyefo Kwame Nkrumah, qui compte sur ce nouvel outil pour accompagner les programmes d'éducation existants et favoriser l'ouverture de son peuple sur le monde.

## Organisation

### Dirigeants
Directeur de la télévision :
- Kofi Bucknor

## Programmes
La chaîne diffuse chaque semaine environ 140 heures de programmes, contre à peine 17,5 heures en 1965. 80 % sont des productions locales.[réf. souhaitée]
Chaque jour, Ghana Television diffuse une heure de programmes de CNN International, Deutsche Welle et Worldnet.

## Diffusion
La chaîne est exclusivement diffusée par satellite. 